# Колібрі-тонкодзьоб бронзовий
Колі́брі-тонкодзьо́б бронзовий (Chalcostigma heteropogon) — вид серпокрильцеподібних птахів родини колібрієвих (Trochilidae). Мешкає в Колумбії і Венесуелі.

## Опис
Довжина птаха становить 10-14 см, вага 5,9-6,3 г. У самців тім'я і горло смарагдово-зелені, верхня частина тіла бронзово-зелені, надхвістя і верхні покривні пера хвоста рудувато-бронзові, хвіст роздвоєний, оливково-зелений. На горлі блискуча рожевувато-фіолетова пляма трикутної форми, решта нижньої частини тіла тьмяно-оливкова. У самиць на горлі круглі зелені плями, фіолетова пляма на грудях відсутня, хвіст помітно коротший, ніж у самців, крайні стернові пера у них мають білі кінчики. Дзьоб короткий, довжиною 13 мм, прямий, чорний.

## Поширення і екологія
Бронзові колібрі-тонкодзьоби мешкають в горах Східного хребта Колумбійських Анд, а також на крайньому заході Венесуели, в гірському масиві Тама в штаті Тачира. Вони живуть на стрімких гірських схилах, на вологих і сухих гірських луках парамо та у високогірних чагарникових заростях і криволіссях Polylepis. Зустрічаються поодинці, на висоті від 3000 до 3900 м над рівнем моря. Живляться нектаром трав і чагарників, зависаючи в повітрі над квітками, а також комахами, яких ловлять в польоті. І самці, і самиці агресивно захищають свої кормові території. Сезон розмноження триває переважно з вересня по січень. В кладці 2 яйця.